# Лозанна-Шодерон
Лозанна-Шодерон (также Шодерон) — подземная железнодорожная станция пригородного электропоезда LEB в швейцарском городе Лозанне. Расположена в районе одноимённой площади.
Строительство станции наземного типа проходило в 1872—1873 годах. Уже тогда предполагалось, что конечной станцией линии станет Флон, однако планам суждено было сбыться только в 2000 году. Электрифицирована в 1935 году. С 1995 года станция полностью располагается под землёй.
Станция находится между конечной станцией Лозанна-Флон и остановочным пунктом Монтетан. От станции по сложившейся традиции начинается километражный отсчёт железнодорожной линии Лозанна — Бершер.